# Kirche Oberstrass

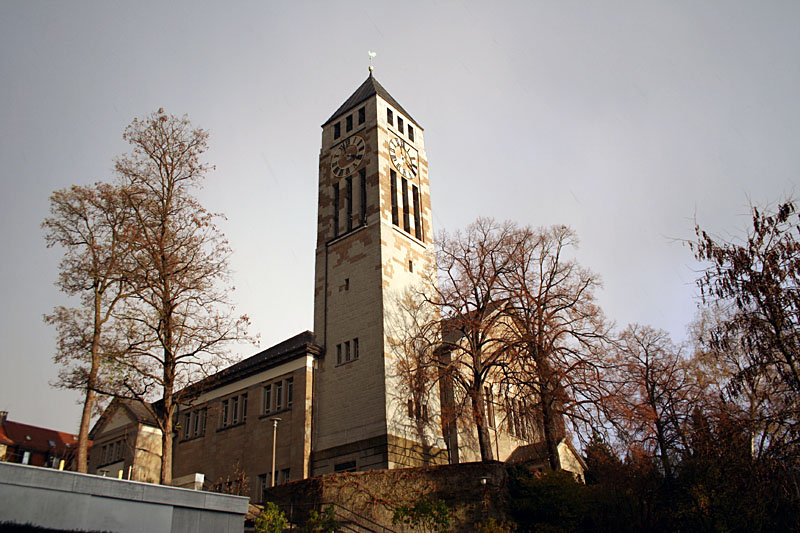
Kirche Oberstrass

Die Kirche Oberstrass ist eine evangelisch-reformierte Kirche in der Nähe des Rigiplatzes im Stadtteil Oberstrass der Stadt Zürich.

## Geschichte

### Vorgeschichte

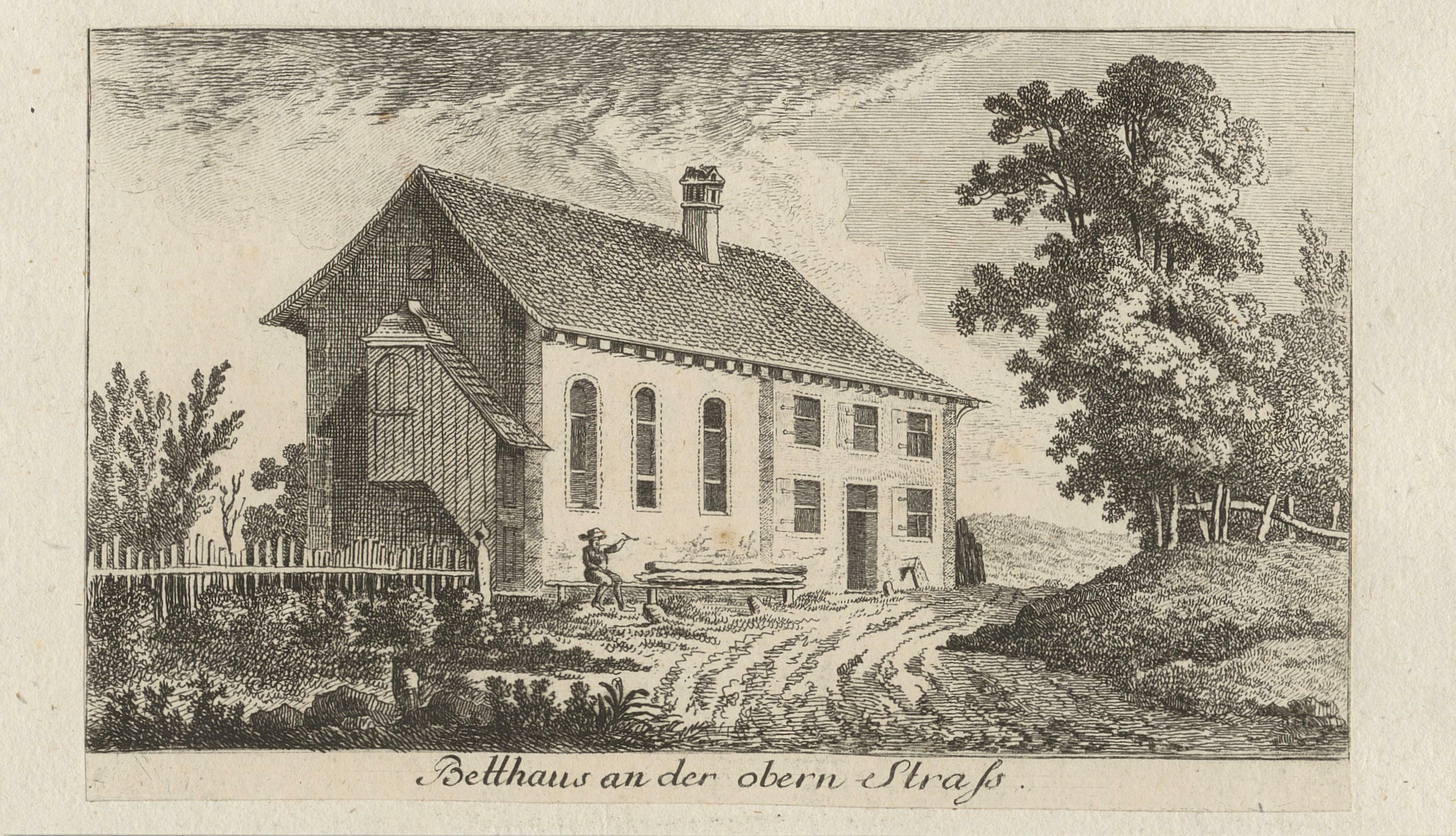
Bethaus in Oberstrass – Radierung von Johann Jakob Meyer (ca. 1770)

Seit dem Mittelalter gehörte das Gebiet der heutigen Kirche Oberstrass zum Kirchsprengel des Grossmünsters. Als die Grossmünsterpfarrei zu umfangreich wurde, teilte man Oberstrass im Jahr 1614 der neu geschaffenen Predigergemeinde zu. Da der Weg in die Stadt weit war, entstand in Oberstrass der Wunsch nach einem eigenen Bethaus. Dieses wurde 1734 am Ort des heutigen Kirchgemeindehauses errichtet und am 1. Mai 1735 eingeweiht. 1861 wurde Oberstrass in den Rang einer Pfarrei erhoben, blieb aber noch für 30 Jahre der Gemeinde Predigern zugeteilt.
1871 wurde das Bethaus zu einer Kirche ausgebaut, indem dem Gebäude auf der Südseite ein Querbau mit einer geräumigen Empore angegliedert wurde. Der Neubau war mit einem gedrungenen Turm samt Dachreiter versehen. Am Turm war auf der Strassenseite ein schwarz-blaues Zifferblatt mit goldenen Zeigern und Zahlen angebracht. Der achteckige Dachreiter besass auf allen Seiten hellgrüne Schallläden. Darin hing zwischen 1872 und 1910 eine kleine, auf A gestimmte Glocke. Mit der Einweihung der heutigen Kirche wurde die alte Kirche überflüssig, und man verkaufte sie an die Stadt Zürich. Zusammen mit dem Schulhaus kaufte die Kirchgemeinde das Gebäude 1934 zurück und richtete darin das provisorische Kirchgemeindehaus ein. Die alte Kirche wurde 1957 abgebrochen. An ihrer Stelle wurde das neue Gemeindehaus der Kirchgemeinde erbaut, welches am 28. Juni 1958 eingeweiht wurde.

### Baugeschichte der heutigen Kirche
Als um das Jahr 1900 in Oberstrass eine rege Bautätigkeit einsetzte, wurde die erste Kirche Oberstrass zu klein. 1906 fand ein begrenzter Architektenwettbewerb statt, an dessen Ende das Projekt mit dem Kennwort Schutz und Schirm der Zürcher Architekten Pfleghard und Haefeli zur Weiterbearbeitung empfohlen wurde. Das 1907 überarbeitete Projekt wurde von 1908 bis 1910 ausgeführt. Der Spatenstich erfolgte am 13. April 1908, die Grundsteinlegung am 12. Juli 1908. Im Verlauf des Sommers 1909 konnte das Richtfest gefeiert werden, und der Glockenaufzug fand am 6. Oktober 1909 statt. Die Kirche wurde am 6. März 1910 eingeweiht.
Nach einer ersten sanften Renovierung von 1945 bis 1949 erfolgte von 1971 bis 1976 eine Innenrenovierung durch den Architekten Oskar Bitterli. 1993 wurde der rostige Glockenstuhl ersetzt. Von 1996 bis 1998 erfolgte durch die Architektin Christine von Merkesteyn-Heer die Aussenrenovierung von Kirchenschiff, Turm und Pfarrhaus. Am 10. Januar 2000 entzündete sich im Kirchenschiff ein Brand, weshalb die Kirche erneut im Inneren saniert werden musste. Durch Christine von Merkesteyn-Heer wurde die Kirche weitgehend in den Ursprungszustand zurückgeführt. Die grosse Orgel von 1975, die unter dem Brand massiv gelitten hatte, wurde daraufhin abgebaut und durch eine Digitalorgel ersetzt. Damit die Kirche für Konzerte und besondere Veranstaltungen umgestaltet werden kann, wurden die Kirchenbänke durch Stühle ersetzt. Bei dieser Sanierung wurden auch die ursprünglichen Bibelsprüche durch neue ersetzt und im Keller ein Begegnungsraum geschaffen. Am 13. Mai 2001 wurde die Kirche erneut eingeweiht. Die Kirche Oberstrass steht unter Denkmalschutz und ist als kantonal schützenswert eingestuft (mittlere der drei Schutzstufen).

## Baubeschreibung

### Aussenansicht und Glocken

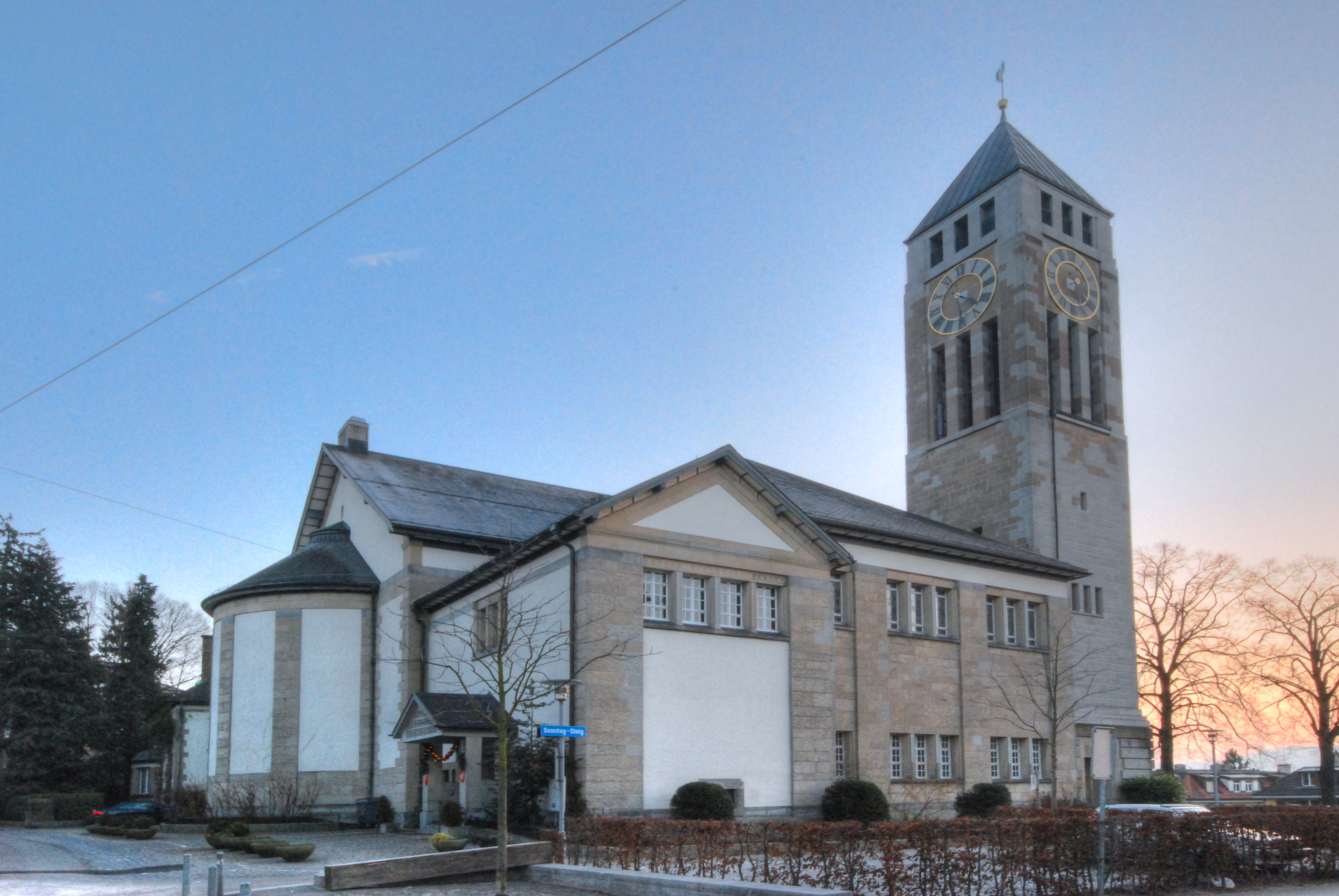
Kirche Oberstrass

Die Kirche Oberstrass steht in einer Schleife der ansteigenden Stapferstrasse, am westlichen Abhang des Zürichberges, unmittelbar neben dem Schulhaus Scherr. Der Kirche und dem Schulhaus ist im Südwesten eine Terrasse vorgelagert. Talseitig führt der sogenannte Sonntagsteig zu Schulhaus und Kirche herauf. Östlich der Kirche liegt vor dem Pfarrhaus der kleine Pfarrgarten mit hochgewachsenen Koniferen. Dieser Garten wurde ins Inventar der schützenswerten Gärten und Anlagen aufgenommen.
Von aussen lässt sich die Konzeption der Kirche Oberstrass gut ablesen: An das langrechteckige Kirchenschiff ist im Nordosten eine Apsis angegliedert, der Hauptfassade im Südwesten ist das Hauptportal vorgebaut. Der quadratische Turm im Südwesten, die Unterweisungsräume im Nordwesten sowie das an die Kirche angebaute Pfarrhaus im Südosten vervollständigen die Anlage. Die in den ersten Jahrzehnten des 20. Jahrhunderts führende Architekturfirma Pfleghard und Haefeli zeigte am Äussern der Kirche Oberstrass exemplarisch, was sie unter Form- und Materialwahrheit verstand: Die verschiedenen Baumaterialien wurden akzentuierend und gliedernd eingesetzt, es wurde darauf geachtet, dass nur qualitativ hochstehende Materialien eingesetzt und sorgfältig verarbeitet wurden.
Im Kirchturm befindet sich ein fünfstimmiges Geläute, das in der Glockengiesserei H. Rüetschi in Aarau geschaffen wurde. Als Motiv erklingt das Idealquartett mit verdoppeltem Grundton.

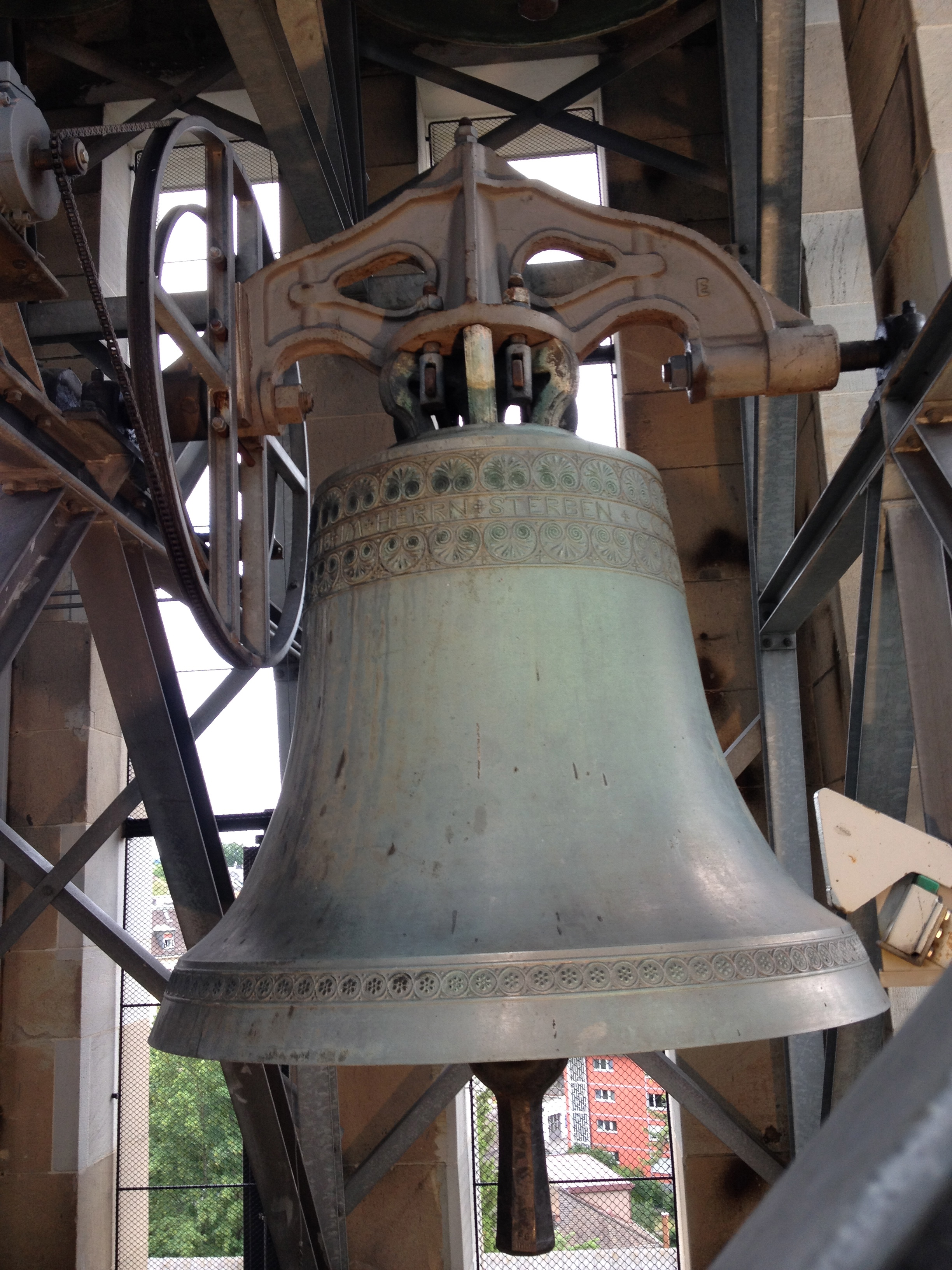
Die Glocke hängt im unteren Gefach des Glockenstuhles und hat den Ton es^{1}.

| Nummer | Ton | Gussjahr |
| ------ | --- | -------- |
| 1      | c1  | 1909     |
| 2      | es1 | 1909     |
| 3      | f1  | 1909     |
| 4      | as1 | 1909     |
| 5      | c2  | 1909     |

### Innenbereich
Die Kirche besitzt einen mit einem Satteldach gedeckten Emporensaal. Auf der talseitigen Stirnseite ist ein kleines Portal vorgebaut, flankiert vom Turm mit den langgezogenen Öffnungen und einer Uhr. Auf der gegenüberliegenden Längsseite liegt auf einem kleinen Anbau die Sängerempore. Auf der östlichen Chorseite ist das Pfarrhaus angebaut, dazwischen befindet sich ein runder Durchgang. Der Bau ist in klassisch strenger Gliederung gehalten mit zurückhaltender Jugendstil-Ornamentik. Die Dekoration schufen Joseph von Moos (Glasmalerei mit Reigen singender und musizierender Kinder), Walter Jäggli-Fröhlich (Glaswappenscheiben), Georg Röttinger (Gemälde mit Darstellung des Grossmünsters) und Georg Burgstaller (Relief in der Apsis mit zwölf Engeln, die Christus ihre Gaben darbringen). Bei der Sanierung im Jahr 2001 wurde neu beim Schiffeingang ein Glasfenster mit einem Bibelspruch, ausgeführt durch Franco Giulio Giacomel, angebracht. Die Kirche bietet rund 1'000 Sitzplätze.

#### Orgel
1910 erhielt die Kirche eine romantische Orgel mit 41 Register und acht Auszügen/Transmissionen auf drei Manualen und Pedal, die von der Orgelbaufirma Kuhn erbaut wurde. 1933 erfolgte eine Revision durch die Orgelfirma Kuhn, wobei auch klangliche Veränderungen vorgenommen wurden. Im Jahr 1946 erfolgten eine Revision und der Umbau der Windladen zu elektropneumatischen Taschenladen durch die Firma Kuhn. Dabei wurde die romantisch disponierte Orgel dem damaligen Zeitgeschmack entsprechend zu einer Barockorgel umgebaut. Die Orgel hatte danach noch 39 Register auf 3 Manualen und Pedal. Das Instrument wurde in den 1960er Jahren als nicht erhaltenswert angesehen und 1974 stillgelegt. 1975 wurde eine neue, mechanische Schleifladenorgel auf der Westempore von der Firma Kuhn erbaut. Das Instrument hatte 32 Register auf drei Manualen und Pedal. 1988 baute die Orgelbaufirma Trost AG eine neue, elektrische Schleifladenorgel mit 12 Registern auf 2 Manualen und Pedal in das alte Orgelgehäuse der ersten Orgel. Der Spieltisch stand unterhalb der Seitenempore vor dem Chor. Durch den Neubau der Orgel von 1988 standen in der Kirche Oberstrass zwei unterschiedliche Orgeln zur Verfügung. Nachdem beim Brand in der Kirche im Jahre 2000 beide Orgeln stark gelitten hatten, baute die Firma Trost die grosse Orgel von 1975 auf der Westempore ab und sanierte die kleinere Orgel von 1988. 2001 erfolgte der Einbau einer elektronischen Allen-Orgel mit über 90 Registern, bei der die Möglichkeit besteht, diese um weitere 100 Register auszubauen. Über eine MIDI-Schnittstelle kann auch die Pfeifenorgel  von 1988 zur Digitalorgel zugeschaltet werden. Die Pfeifenorgel von 1988 kann weiterhin separat über den eigenen Spieltisch gespielt werden. 2003 wurden die ausgelagerten Teile der Orgel von 1975 an die Orgelfirma Andreas Ladach, Bergisch Gladbach verkauft, welche die Orgel restaurierte und danach in der Katholischen Kirche St. Josef in Heidkamp aufstellte.
Disposition der Trost-Orgel von 1988:
| I Hauptwerk C–g |               |      |
| 1.              | Suavial       | 8´   |
| 2.              | Gemshorn      | 8´   |
| 3.              | Octave        | 4´   |
| 4.              | Flöte         | 4´   |
| 5.              | Mixtur III-IV | 1/3´ |

| II Schwellwerk C–g |             |      |
| 6.                 | Holzgedackt | 8´   |
| 7.                 | Flöte       | 4´   |
| 8.                 | Quinte      | 1/3´ |
| 9.                 | Trompete    | 8´   |

| Pedal C–f |            |     |
| 10.       | Principal  | 8´  |
| 11.       | Octave     | 4´  |
| 12.       | Kontrabass | 16´ |

- Koppeln: II/I, I/P, II/P